# Etnocidio

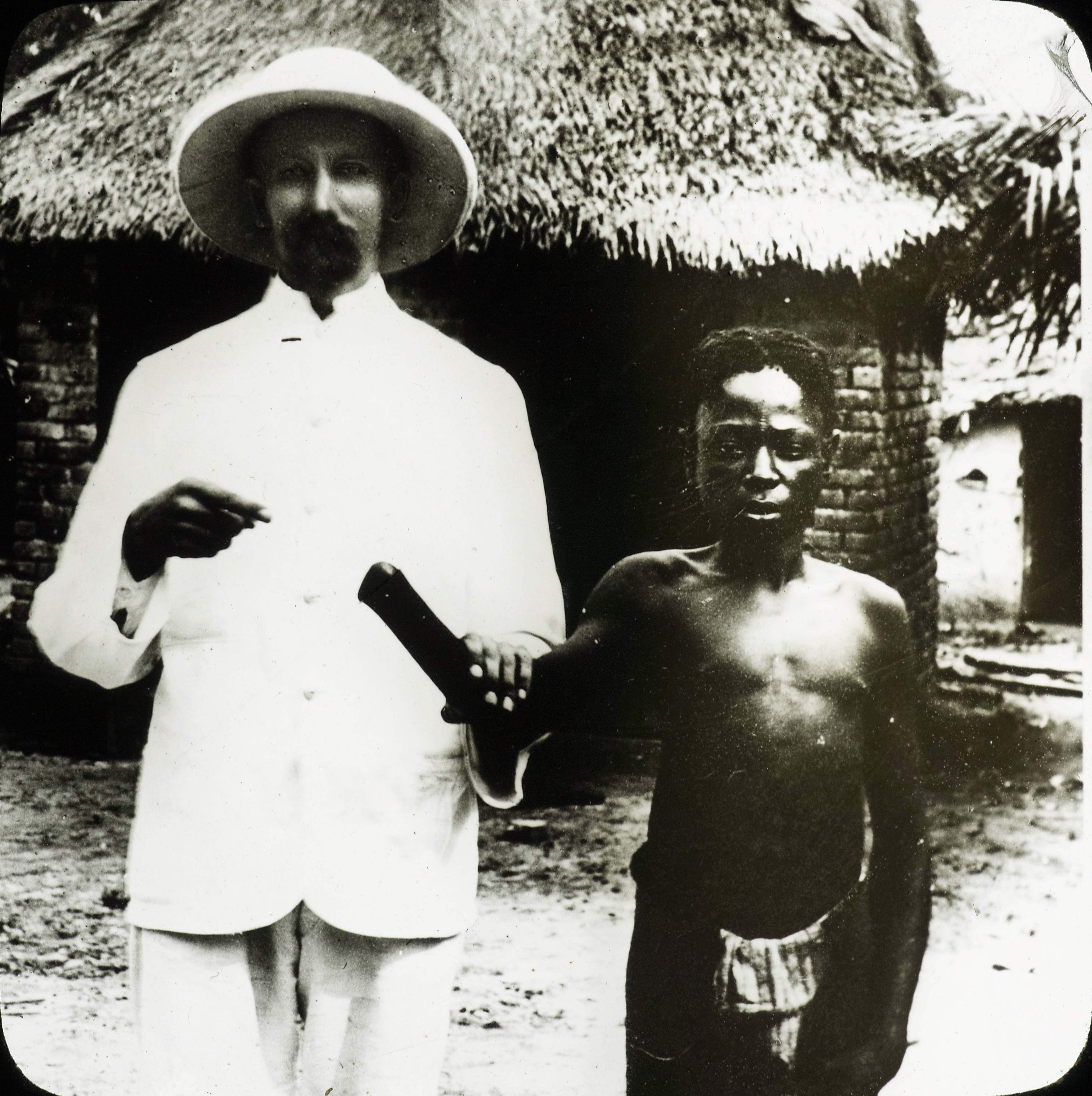
Genocidio congoleño, durante el reinado de Leopoldo II de Bélgica en el Congo Belga.

Etnocidio es la destrucción de la cultura de un pueblo. Este concepto fue expuesto por Robert Jaulin, quien partió de la denuncia del genocidio cultural, que hizo Jean Malaurie en 1968, para referirse a la liquidación de las culturas indígenas. Antes esta temática había sido expuesta por Georges Condominas en 1965 en Lo exótico es lo cotidiano.
Para Pierre Clastres el etnocidio es la destrucción sistemática de los modos de vida y pensamiento de gentes diferentes a las que imponen la destrucción. El genocidio considera a "los otros" como absolutamente malos, y cree que puede "mejorarlos" al transformarlos de manera que se parezcan al modelo propio; el etnocidio se ejerce "por el bien del salvaje". Si el genocidio liquida los cuerpos, el etnocidio mata el espíritu.
El conocimiento por Jaulin de la experiencia de los barí de Colombia y Venezuela; por Malaurie de los esquimales de Groenlandia, por los Nahuas en El Salvador y por Condominas de los Mnong Gar de Sar Luk, Vietnam, coincidían en poner al descubierto los efectos demoledores de la colonización sobre los pueblos originarios, su identidad cultural y sus culturas.
La base ideológica del etnocidio es el etnocentrismo que pregona la superioridad de una cultura sobre otras. Así, una cultura etnocentrista ha pretendido sustituir las otras culturas por su propia cultura, que considera "superior". Las culturas son juzgadas como simples escalones en el camino hacia una única civilización, la propia de la humanidad, que hoy estaría representada por el sistema occidental.
Contra este universalismo etnocida de la conformidad y la reducción del otro a sí mismo, Jaulin defendió un universalismo del encuentro y la compatibilidad, del respeto al otro y la diversidad cultural.

## Etnocidio como delito
En Ecuador, el Código Orgánico Integral Penal (COIP) —que entró en vigencia el 10 de agosto de 2014— tipifica como infracción el etnocidio en el artículo 80, el mismo que establece una sanción de pena privativa de libertad (reclusión) que varía entre los 16 a 19 años a las personas que destruya de forma total o parcial deliberada, generalizada y sistemáticamente la identidad cultural de pueblos en aislamiento voluntario.